# Jan de Natris
Johannes ("Jan") Daniel de Natris (Amsterdã, 13 de novembro de 1895 - 16 de setembro de 1972) foi um futebolista neerlandês, medalhista olímpico.
Jan de Natris competiu nos Jogos Olímpicos de Verão de 1920 na Antuérpia. Ele ganhou a medalha de bronze.